# Rudi Margreiter
Rudi Margreiter (* 20. März 1954 als Rudolf Josef Margreiter in Niederau, Gemeinde Wildschönau, Tirol; † 27. April 2005 in Ottikon, Gemeinde Illnau-Effretikon) war ein Schweizer Schlagersänger, Produzent, Gitarren- und Trompetenspieler. 

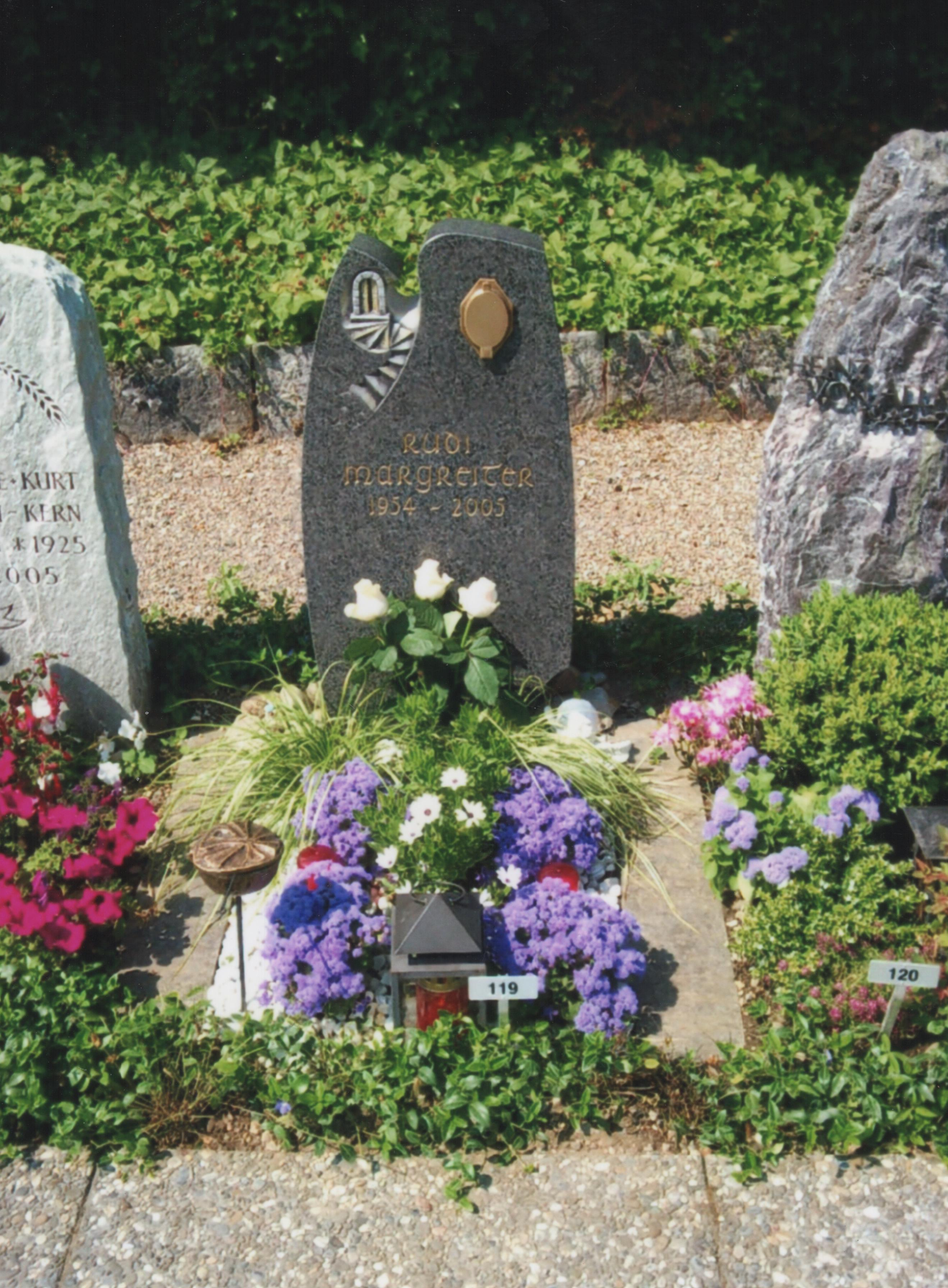
Grabstätte von Rudi Margreiter

## Leben
Margreiter war bereits seit seiner Jugend in der Volksmusikszene aktiv. Erste Erfolge (u. a. Frau Meier) feierte er als Sänger und Leiter des Original Alpenland Quintetts. 1987 heiratete er Verena Bieri. Ein Jahr später verließ er das Alpenland Quintett und gründete mit seiner Frau das Duo Vreni und Rudi, das zum bekanntesten Schweizer Volksmusikduo wurde.
Wegen finanzieller Probleme gab das Paar sein gepachtetes Gasthaus «Hopp de Bäse!» in Illnau auf. Im April 2005 musste Margreiter  seinen Musikverlag mounty music veräussern. Kurz darauf nahm er sich das Leben. Sein Grab befindet sich auf dem Friedhof Oberillnau.
Margreiter war u. a. Produzent für seine spätere Frau Vreni, für Vanessa Grand, Nico Sanders, Géraldine Olivier sowie Francine Jordi und erfolgreich im Grand Prix der Volksmusik.

## Erfolgstitel
- Unser Bernhardiner
- Ein Festival der guten Laune
- Glücklich und z'frieden
- Ein liebes Wort
- Der Himmel ist nicht ausverkauft